# Heinrich Del Core

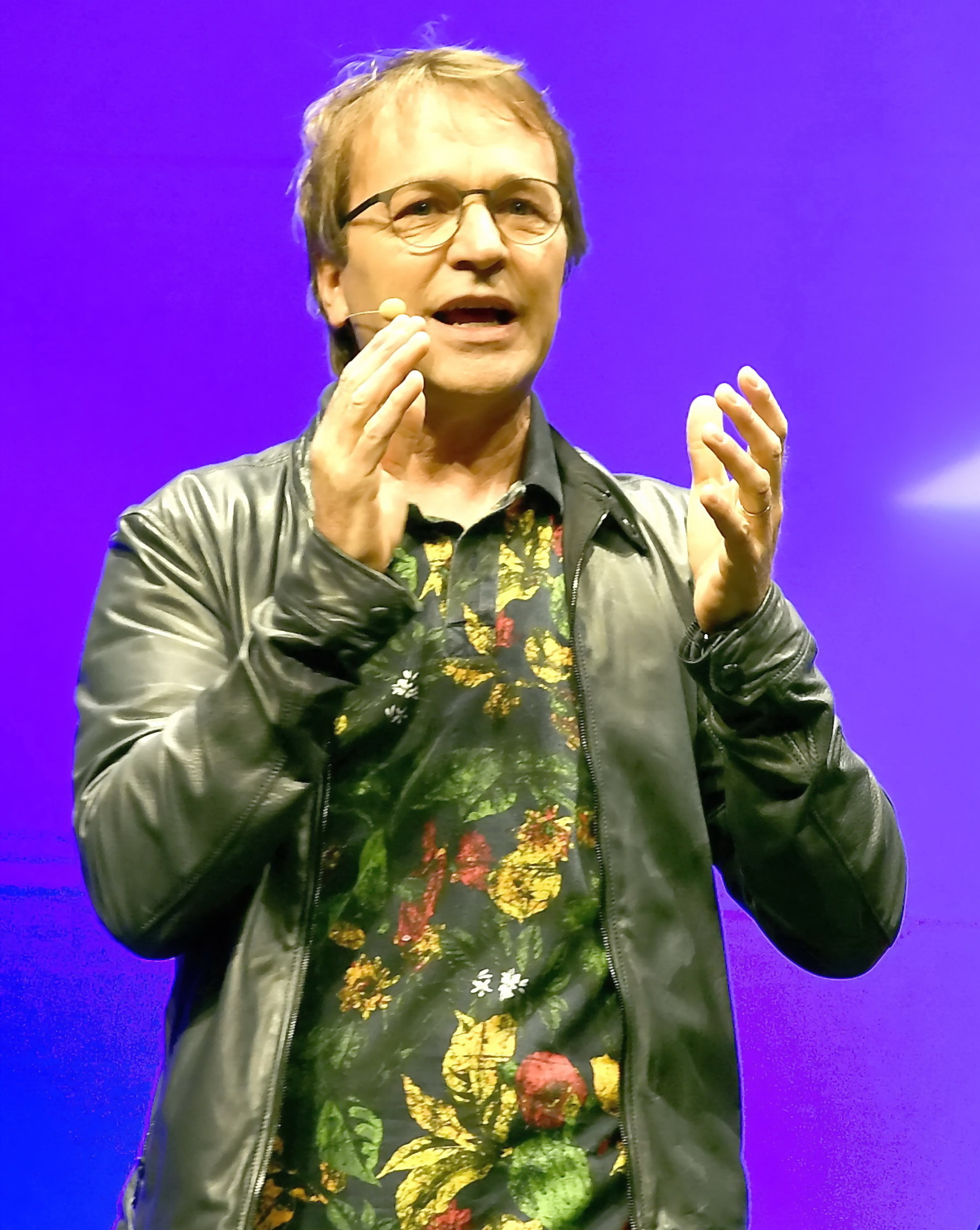
Heinrich Del Core beim Paulaner Solo+, 2017

Heinrich Klaus Del Core (* 6. Dezember 1961 in Rottweil) ist ein deutscher Kabarettist und Comedy-Zauberkünstler aus Zimmern ob Rottweil. Zu Beginn seiner Karriere trat er unter dem Pseudonym Heini Öxle auf.

## Biografie
Del Cores Vater kam 1959 als Gastarbeiter aus Apulien nach Rottweil, seine Mutter stammt wie er selbst gebürtig aus Schwaben.
Er ist gelernter Zahntechniker, was thematisch in seinen Programmen zum Tragen kommt. Seine Shows garniert er zudem auch mit Zaubertricks. 1999 hatte er sein Bühnendebüt mit dem Solo-Programm „Comedy oder komme die it“ (sinngemäß: „Kommen die oder kommen die nicht?“). Seit 2001 arbeitet er professionell als Künstler und trat auch in zahlreichen Fernsehsendungen auf. 2006 folgte das Programm „Der Inländer“, ab 2010 trat er mit „Durchbeissen“ auf. 2012 überzeugte er bei der Tuttlinger Krähe Jury wie auch Publikum mit seinem Programm „Alles halb so wild“.

## Auszeichnungen und Erfolge
- 1999: 3. Preis beim Bamberger Händchen[5]
- 1999: Kulturpreis der Stadt Rottweil[5]
- 2002: 2. Preis Deutsche Meisterschaft Comedy-Magic[5]
- 2005: Kleinkunstpreis Baden-Württemberg[2]
- 2006: Sprungfeder (Newcomer-Preis der Oltner Kabarett-Tage)
- 2010: Dattelner Kleinkunstpreis
- 2012: Tuttlinger Krähe (1. Jury- und Publikumspreis)[6]
- 2012: Paulaner Solo (1. Jury- und Publikumspreis)[7]
- 2014: Kabarettpreis Rahdener Spargel
- 2015: Ostfriesischer Kleinkunstpreis[8]
- 2015: Publikumspreis, Desimos Spezial Club, Hannover-Linden[9]
- 2015: 3. Jurypreis und Publikumspreis, Scharfe Barte[10]
- 2016: Finalteilnahme Hamburger Comedy Pokal, Schmidts Tivoli
- 2018: Nordrhein-Westfälischer-Kleinkunstpreis „Bocholter Pepperoni“ (Ehrenpreis der Stadt Bocholt)